# Rosolini
Rosolini – miejscowość i gmina we Włoszech, w regionie Sycylia, w prowincji Syrakuzy.
Według danych na rok 2004 gminę zamieszkiwało 19 920 osób, 262,1 os./km².